# Jubel
Jubel e песен на френския дует Клинганде, която включва вокали от френската певица Луси Декам и саксофон от британския музикант Снейк Дейвис.
Излиза на 10 септември 2013 г. във формат за дигитално сваляне. Достига до номер 1 в Австрия, Белгия, Германия, Италия, Люксембург, Полша, Португалия, Словакия, Швейцария и Чехия. Песента достига и до номер 3 в Ю Кей Сингълс Чарт.

## Клип
Клипът към песента е качен в световната платформа Ютюб на 20 септември 2013 г. Режисьори са Майкъл Йохансон и Йохан Росел. Клипът е заснет на остров Мьон. Към септември 2021 г. има над 200 милиона гледания.

## Позиции
| Класация                            | Най-висока позиция |
| ----------------------------------- | ------------------ |
| Белгия (Ултратоп)                   | 1                  |
| Великобритания (Ю Кей Сингълс Чарт) | 3                  |
| Германия (ГФК)                      | 1                  |
| Италия (ФИМИ)                       | 1                  |
| Люксембург (Видео Чарт)             | 1                  |
| Полша (Денс топ 50)                 | 1                  |
| Португалия (Видео Чарт)             | 1                  |
| Словакия (Радио Топ 100)            | 1                  |
| Франция (СНЕП)                      | 5                  |
| Швейцария (Хитпарад)                | 1                  |